# جام قهرمانان کونکاکاف ۱۹۷۳
جام قهرمانان کونکاکاف ۱۹۷۳ نهمین دوره مسابقات بین‌المللی فوتبال باشگاهی سالانه جام قهرمانان کونکاکاف بود که در منطقه کونکاکاف (آمریکای شمالی، آمریکای مرکزی و دریای کارائیب) برگزار شد. این مسابقات از ۱ ژوئن تا ۳ اوت ۱۹۷۳ تحت سیستم رفت و برگشت برگزار شد.
تیم‌ها به مناطق مختلف (آمریکای شمالی، آمریکای مرکزی و کارائیب) تقسیم شدند، که هر کدام تیم برنده را برای شرکت در مسابقات نهایی فرستادند. از آنجایی که هیچ باشگاهی در بخش آمریکای شمالی وارد نشد، برنده دو منطقه باقی مانده جواز حضور در فینال را کسب کرد، اما هر دو تیم آمریکای مرکزی انصراف دادند؛ بنابراین فینال برگزار نشد و برنده کارائیب، ترانسوال از سورینام، برنده مسابقات شد و برای اولین بار قهرمان کونکاکاف شد.

## منطقه آمریکای شمالی
هیچ باشگاهی از منطقه شمالی شرکت نکرد.

## منطقه آمریکای مرکزی

### مرحله اول
| تیم ۱        | نتیجه نهایی | تیم ۲           | بازی رفت | بازی برگشت |
| ------------ | ----------- | --------------- | -------- | ---------- |
| ویدا         | ۰–۳         | ساپریسا         | ۰–۲      | ۰–۱        |
| مونیسیپال    | ۱–۰۱        | المپیا          | ۰–۰      | ۱–۰        |
| آلاخولنسه    | ۴–۰         | آگویلا          | ۳–۰      | ۱–۰۲       |
| کامیونیکیشنس | ۱–۰         | خوونتود المپیکا | ۰–۰      | ۱–۰        |

۱ مونیسیپال بعداً انصراف داد و دپورتیوو سانتا سسیلیا از نیکاراگوئه جایگزینش شد.
۲ بازی تا دقیقه ۶۸ با نتیجه ۱–۰ به سود آلاخولنسه در جریان بود که به دلیل باران شدید نیمه تمام ماند. نتیجه پایدار ماند.

### مرحله دوم
| تیم ۱                 | نتیجه نهایی | تیم ۲     | بازی رفت | بازی برگشت |
| --------------------- | ----------- | --------- | -------- | ---------- |
| دپورتیوو سانتا سسیلیا | ۱–۸         | آلاخولنسه | ۰–۵      | ۱–۳        |
| کامیونیکیشنس          | ۱–۴         | ساپریسا   | ۱–۰      | ۰–۴        |

### مرحله سوم
| تیم ۱     | نتیجه نهایی | تیم ۲   | بازی رفت | بازی برگشت |
| --------- | ----------- | ------- | -------- | ---------- |
| آلاخولنسه | ۰–۲         | ساپریسا | ۰–۱      | ۰–۱        |

ساپریسا برنده منطقه شد، اما بعداً انصراف داد.

## منطقه کارائیب

### مرحله اول
| تیم ۱           | نتیجه نهایی | تیم ۲                | بازی رفت | بازی برگشت |
| --------------- | ----------- | -------------------- | -------- | ---------- |
| رابین‌هود        | ۲–۴         | یونگ کلمبیا          | ۲–۳      | ۰–۱        |
| ترانسوال        | ۱۴–۰        | یونیورسیداد کاتولیکا | ۸–۰      | ۶–۰        |
| دیوونشایر کولتس | ۶–۵         | نورث ویلیج سی‌سی      | ۳–۱      | ۳–۴        |

استراحت: اس‌یوبی‌تی

### مرحله دوم
| تیم ۱       | نتیجه نهایی | تیم ۲           | بازی رفت | بازی برگشت |
| ----------- | ----------- | --------------- | -------- | ---------- |
| اس‌یوبی‌تی    | ۳–۹         | ترانسوال        | ۲–۵      | ۱–۴        |
| یونگ کلمبیا | w/o۱        | دیوونشایر کولتس |          |            |

۱ دیوونشایر کولتس انصراف داد.

### مرحله سوم
| تیم ۱    | نتیجه نهایی | تیم ۲       | بازی رفت | بازی برگشت |
| -------- | ----------- | ----------- | -------- | ---------- |
| ترانسوال | ۴–۲         | یونگ کلمبیا | ۲–۱      | ۲–۱        |

### مرحله چهارم
| تیم ۱    | نتیجه نهایی | تیم ۲           | بازی رفت | بازی برگشت |
| -------- | ----------- | --------------- | -------- | ---------- |
| ترانسوال | ۷–۳         | دیوونشایر کولتس | ۴–۲      | ۳–۱        |

دیوونشایر کولتس به مسابقات برگشتند زیرا باشگاه‌های دیگر از آمریکای مرکزی انصراف دادند و هیچ تیمی از آمریکای شمالی در مسابقات حضور نیافت.

## فینال
فینال برگزار نشد و ترانسوال. برنده منطقه کارائیب، قهرمان کونکاکاف اعلام شد.